# 초음파가공

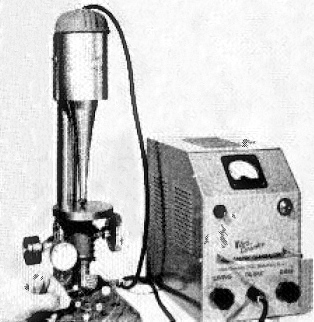
초음파 드릴(1955년)

초음파가공(超音波加工), 더 정확히 말해 초음파 진동 가공(Ultrasonic vibration machining)은 미립자가 존재하는 물질 표면에 대해 고주파수, 저진폭 진동의 도구를 통해 부분 표면으로부터 물질을 제거하는 제조 공정이다.
초음파를 이용한 가공에는 초음파용접과 초음파기계가공이 있다. 또 초음파기계 가공에는 지립(砥粒)을 사용하는 것과 절삭공구를 사용하는 방법이 있다. 초음파진동은 보통 2만 사이클 이상의 진동수를 가졌다. 전기회로로서 발생시킨 진동전압을 코일에 가해서 교번자계를 만들고 그 가운데에 자력(磁力)에 의해 변형을 일으키는 특수한 금속, 즉 니켈 같은 것을 놓으면, 이 굴 속이 초음파진동을 일으킨다. 이 진동을 용접접합점(溶接接合點)이라든가 공구(工具)로 인도(引導)한다. 초음파용접은 금속끼리를 접촉시켜 진동자(振動子)로 가볍게 밀면서 초음파진동을 가할 뿐으로 가열치 않고 용접한다.
지립(砥粒)을 사용하는 초음파 기계가공(機械加工)은 다이아몬드·루비 등의 보석, 세라믹·초경합금(超硬合金) 등의 매우 굳은 재료에 정밀한 구멍을 뚫기도 하고, 형(型)을 판다든지 하는 데에 이용되고 있다. 바이트와 같은 절삭공구를 사용하는 초음파가공은 알루미늄이나 구리와 같은 연성·전성(延性展性) 풍부한 재료의 표면을 아름답게 다듬질하는 데에 이용되고 있다